# Saturnin de Vannes
Saint Saturnin, est le sixième évêque du diocèse de Vannes.

## Source
- Liste officielle des prélats du diocèse de Vannes de l'Église catholique Diocèse de Vannes Liste chronologique des Évêques de Vannes .